# Niet-alcoholische steatohepatitis
Niet-alcoholische steatohepatitis (NASH) is een aandoening die sterk geassocieerd is met insulineresistentie en wordt ook wel de levercomponent van het metabool syndroom genoemd. Door de toenemende obesitas is er een sterke stijging te zien van het voorkomen. NASH is het uiterste spectrum van non-alcoholic fatty liver disease (NAFLD). NASH wordt gezien als veroorzaker van levercirrose zonder duidelijke oorzaak.

## Symptomen
Bijna iedereen met NASH is klachtenvrij. Bij routineonderzoek worden vaak per toeval licht verhoogde transaminasen gezien. Als er al sprake is van klachten dan zijn dat meestal een aspecifieke zeurende pijn rechts boven in de buik of vermoeidheid.

## Diagnose
Bij licht verhoogde leverenzymen kan er sprake zijn van NASH. Bij beginnende leverziekten is de ALAT/ASAT ratio groter dan 1. Zoals de naam al doet vermoeden mag er geen alcohol in het spel zijn, die deze afwijkingen zou kunnen verklaren. Als de ratio kleiner dan 1 is dan past dit beter bij een alcoholische hepatitis of bij een verder gevorderde leverziekte. De gouden standaard voor het aantonen van NASH is een leverbiopsie. Andere beeldvormende modaliteiten, zoals echografie, CT of MRI zijn wel in staat om accuraat leversteatose (NAFLD) aan te tonen. Het onderscheid echter tussen NAFLD of NASH is hiermee niet te beoordelen. Recent onderzoek naar milt-grootte in combinatie met interleukine-6 lijkt mogelijk in de toekomst te kunnen helpen bepalen bij wie een leverbiopt zinvol is.

## Pathogenese
Een algemeen geaccepteerde theorie behelst het "two hit" principe. Door insulineresistentie worden er enerzijds meer vrije vetzuren in de lever opgenomen en omgezet in triglyceriden. Anderzijds worden er minder triglyceriden afgebroken. Hierdoor vindt er vervetting plaats van de lever, steatose. Dit wordt beschouwd als de eerste stap. Bij langdurige en ernstige insulineresistentie kan de opslagcapaciteit van de lever overschreden worden en ontstaat er lipotoxiciteit. Dit triggert de vorming van reactive oxygen species en een inflammatoire respons. Hierdoor treedt neuro-inflammatie op en ballooning van hepatocyten, de hallmarks van NASH. Bij langdurig bestaande NASH differentiëren stellaatcellen tot myofibroblasten en wordt een overmaat aan collageen afgezet. Hierbij zijn mogelijk ook embryonale regereratie-pathways betrokken zoals Hedgehog en YAP-Taz. Deze fibrogenese kent verschillende gradaties, van Kleiner score F0 tot en met F4, waarbij F4 gelijk staat aan levercirrose. In enkele gevallen kan dit zelfs uitmonden in hepatocellulair carcinoom.

## Behandeling
Er zijn op dit moment slechts weinig bewezen behandelingsopties. Wel is aangetoond dat leefstijlaanpassingen, met name gewichtsverlies, een gunstig effect kunnen hebben op de mate van ontsteking in de lever. Er zijn ook aanwijzingen dat de lever dan histologisch verbetert. Bij ernstige obesitas kan bariatrische chirurgie zinvol zijn. Tot op heden zijn er vrijwel geen bewezen effectieve medicamenteuze behandelingsopties. Recente literatuur geeft aan dat er mogelijk een positief effect is bij gebruik van vitamine E. Pioglitazon laat geen significante verbetering zien ten opzichte van een placebo, maar wel een mogelijke trend. Met name medicijnen die de insulinegevoeligheid manipuleren lijken hoopgevende resultaten te geven, en hier is momenteel een enorme ontwikkeling gaande waarbij ook actief aan combinatietherapie wordt gewerkt.